# Jagadish Chandra Bose
Jagadish Chandra Bose, CSI, CIE, FRS, também escrito como Jagdish, Jagadis e Sir Jagadish Chandra Bose, (/boʊs/; 30 de novembro de 1858 — 23 de novembro de 1937), foi um polímata, físico, biólogo, biofísico, botânico, e arqueólogo, além de escrever ficção científica. Vivendo na Índia britânica, foi pioneiro na investigação sobre rádio e micro-ondas óticas, tendo feito contribuições muito importantes nos estudos das plantas, e formando as bases da ciência experimental no subcontinente indiano. O Instituto de Engenheiros Eletricistas e Eletrónicos (IEEE) o nomeou um dos pais da ciência do rádio.